# Higher (Taio-Cruz-Lied)
Higher ist ein Popsong von Taio Cruz aus seinem Album Rokstarr. Es wurden vier Versionen des Liedes aufgenommen. Die weltweite Version ist ein Duett mit der australischen Sängerin Kylie Minogue, an der amerikanischen Version wirkte der Rapper Travie McCoy mit.

## Inhalt
Der Text beschreibt ein Glücksgefühl beim Tanzen auf Musik. Der Song wurde ursprünglich für Kylie Minogues Album Aphrodite geschrieben, aber nicht aufgenommen. Wenig später entstand so das Duett mit dem Autor Cruz.

## Musikvideos
Die beiden Musikvideos wurden von Alex Herron gedreht und am 19. November 2010 veröffentlicht. Sie zeigen Taio Cruz und seinen jeweiligen Partner in einer leeren Lagerhalle, umringt von zwei deutlich erkennbaren BMW 7er der Baureihe F02 und vier Tänzerinnen sowie einigen Musikern.

## Kommerzieller Erfolg
Higher debütierte in Australien auf Platz 77 und erreichte bislang Platz 25. In Neuseeland wurde Platz 5 der Charts erreicht. Nach mehreren Wochen erreichte Higher im Januar in den Billboard Hot 100 Platz 24 (in der Version mit Travie McCoy). In den britischen Singlecharts erreichte die Single Platz 8. Die höchste Platzierung für Higher ist Platz 2 in Norwegen.
In den deutschen Singlecharts erreichte das Lied Platz drei. Sowohl für Cruz als auch für Minogue war es zu diesem Zeitpunkt der Titel, der sich am längsten innerhalb der deutschen Top 10 aufhalten konnte (14 Wochen – Stand 15. April 2011).

### Chartplatzierungen
| ChartsChartplatzierungen       | Höchstplatzierung | Wochen |
| ------------------------------ | ----------------- | ------ |
| Deutschland (GfK)              | 3 (42 Wo.)        | 42     |
| Österreich (Ö3)                | 3 (27 Wo.)        | 27     |
| Schweiz (IFPI)                 | 4 (29 Wo.)        | 29     |
| Vereinigte Staaten (Billboard) | 24 (12 Wo.)       | 12     |
| Vereinigtes Königreich (OCC)   | 8 (21 Wo.)        | 21     |

| ChartsJahrescharts (2011)    | Platzierung |
| ---------------------------- | ----------- |
| Deutschland (GfK)            | 18          |
| Österreich (Ö3)              | 20          |
| Schweiz (IFPI)               | 27          |
| Vereinigtes Königreich (OCC) | 70          |

### Auszeichnungen für Musikverkäufe

#### Taio Cruz feat. Kylie Minogue
| Land/Region                  | Auszeichnungen für Musikverkäufe (Land/Region, Auszeichnung, Verkäufe) | Verkäufe |
| ---------------------------- | ---------------------------------------------------------------------- | -------- |
| Australien (ARIA)            | Gold                                                                   | 35.000   |
| Brasilien (PMB)              | Gold                                                                   | 30.000   |
| Deutschland (BVMI)           | Platin                                                                 | 300.000  |
| Frankreich (SNEP)            | —                                                                      | 68.800   |
| Neuseeland (RMNZ)            | Gold                                                                   | 7.500    |
| Österreich (IFPI)            | Platin                                                                 | 30.000   |
| Schweden (IFPI)              | Gold                                                                   | 20.000   |
| Schweiz (IFPI)               | Platin                                                                 | 30.000   |
| Vereinigtes Königreich (BPI) | Gold                                                                   | 400.000  |
| Insgesamt                    | 5× Gold · 3× Platin ·                                                  | 921.300  |

Hauptartikel: Taio Cruz/Auszeichnungen für Musikverkäufe

#### Taio Cruz feat. Travie McCoy
| Land/Region               | Auszeichnungen für Musikverkäufe (Land/Region, Auszeichnung, Verkäufe) | Verkäufe  |
| ------------------------- | ---------------------------------------------------------------------- | --------- |
| Kanada (MC)               | Platin                                                                 | 80.000    |
| Vereinigte Staaten (RIAA) | Platin                                                                 | 1.000.000 |
| Insgesamt                 | 2× Platin ·                                                            | 1.080.000 |

Hauptartikel: Taio Cruz/Auszeichnungen für Musikverkäufe